# Habitatge al carrer Sant Martí, 48 (Centelles)
L'Habitatge al carrer Sant Martí, 48 és un edifici de Centelles (Osona) inclòs a l'Inventari del Patrimoni Arquitectònic de Catalunya.

## Descripció
Compta amb un portal rodó de dimensions mitjanes. Les dovelles estan molt erosionades degut a la pobresa de les pedres emprades. Hi ha quatre pedres als laterals i tres dovelles a la part superior. A la dovella central, i tancada per un cercle, hi ha la data de 1791.
A sobre hi ha una finestra amb ampits de construcció més moderna i pedra de millor qualitat.

## Història
La data d'aquest portal és un clar exponent del naixement del carrer Sant Martí, que juntament amb d'altres carrers, s'anirien formant al llarg del segle xviii en una ampliació urbanística de Centelles més enllà de l'antic nucli emmurallat.